# Pepe Mediavilla
José Fernández Mediavilla, més conegut com a Pepe Mediavilla (Barcelona, 27 d'abril de 1940-19 d'abril de 2018), va ser un actor de doblatge català.
Va estudiar interpretació a l'Institut del Teatre. A mitjan dècada de 1960, comença a treballar a l'estudi La Voz de España, on va tenir el seu primer paper en la versió doblada al castellà de la pel·lícula Els dotze del patíbul. El seu primer doblatge en català va ser amb el personatge de l'advocat Kyle Bennett de la sèrie estatunidenca Dallas.
Va ser la veu habitual de Morgan Freeman en castellà. Era conegut per posar la veu en català i castellà al personatge de Gàndalf a la trilogia d'El Senyor dels Anells. També va doblar el pianista Sam interpretat per Dooley Wilson a la pel·lícula Casablanca, a més del sacerdot Mola Ram (Amrish Puri) a Indiana Jones i el temple maleït i el malvat Dr. Gang de la sèrie de dibuixos animats Inspector Gadget. A més, ha interpretat veus de papers secundaris de la sèrie Jo, Claudi i de les pel·lícules El Padrí i La llista de Schindler.
A principis de febrer de 2013, Mediavilla va començar un projecte unint poesia i música al costat de Joe Atlan, a través de la plataforma Youtube.
Va ser pare dels també actors de doblatge Núria Mediavilla i José Luis Mediavilla.